# Arthur Erickson
Arthur Charles Erickson (Vancouver, 14 de junio de 1924 –Vancouver, 20 de mayo de 2009) fue un arquitecto y planificador urbano canadiense. Estudió idiomas asiáticos en la Universidad de la Columbia Británica, y más tarde obtuvo una licenciatura en arquitectura de la Universidad McGill.

## Biografía
Erickson nació en Vancouver, hijo de Oscar Erickson y Myrtle Chatterson. Sirvió en el Cuerpo de Inteligencia del Ejército Canadiense durante la Segunda Guerra Mundial. Después de graduarse en la McGill en 1950, Erickson viajó unos años y luego enseñó en la Universidad de Oregón y posteriormente en la Universidad de Columbia Británica. Después de enseñar, trabajó durante unos años en Thompson Berwick y Pratt and Partners antes de comenzar a diseñar casas en colaboración con Geoffrey Massey. En 1963, Erickson y Massey presentaron el diseño ganador para la Universidad Simon Fraser. Erickson fue mentor de muchos otros arquitectos y urbanistas locales destacados, incluidos los miembros fundadores de muchos de los principales estudios de arquitectura orientados al diseño de Vancouver. Sus edificios también fueron objeto de pintura de artistas famosos, incluido el artista de Vancouver Tiko Kerr.
En 1973, fue nombrado Oficial de la Orden de Canadá y fue promovido a Miembro en 1981. En 1986, recibió la Medalla de Oro de la AIA. Erickson ha vivido en Point Grey con su compañero de vida y colaborador de diseño de interiores, Francisco Kripacz.
Murió en Vancouver el 20 de mayo de 2009. 

## Planteamientos

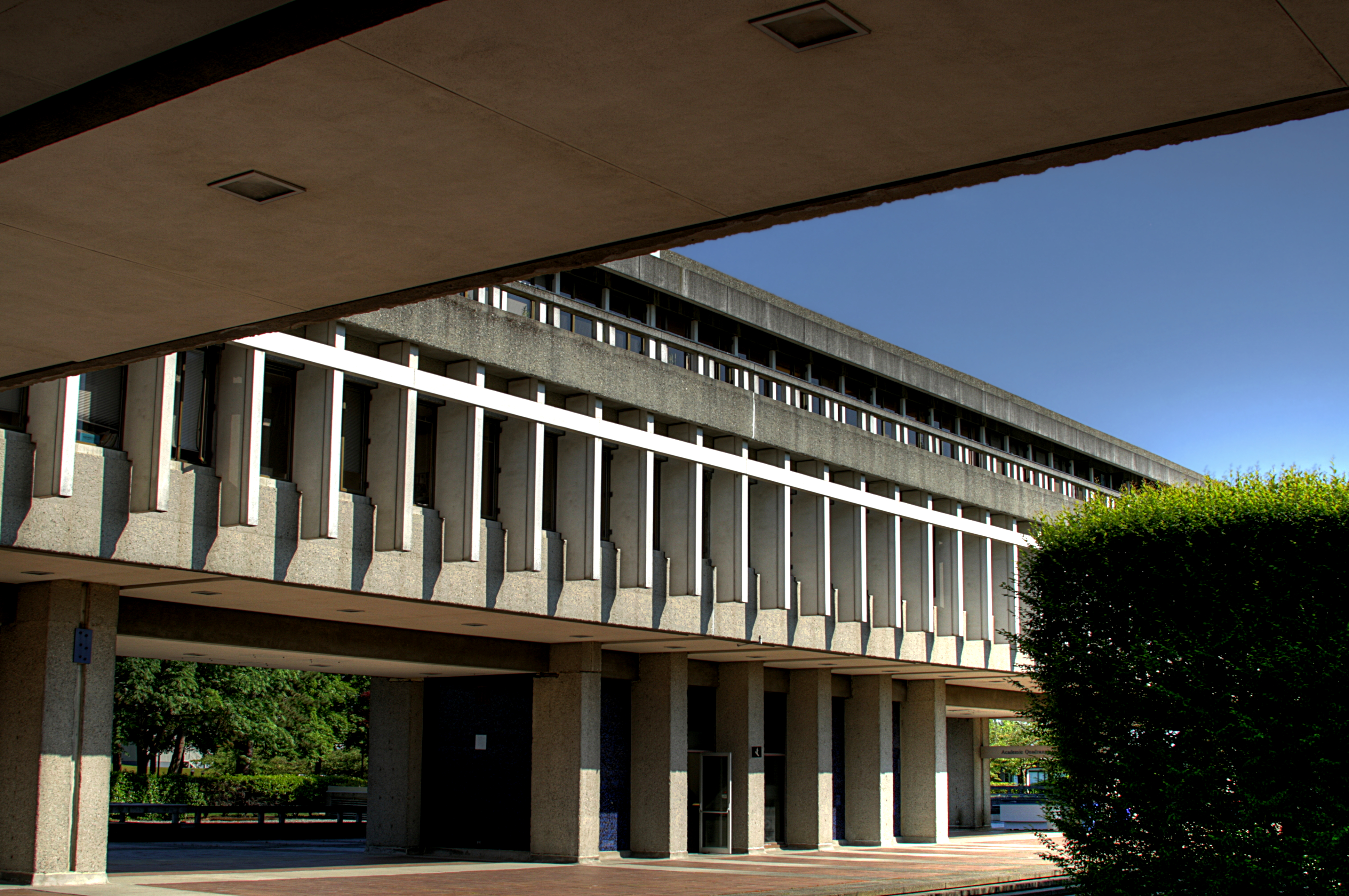
Courtyard Academic Quadrangle - SFU - Burnaby - British Columbia -Canada

Los edificios de Erickson son a menudo estructuras de hormigón modernistas diseñadas para responder a las condiciones naturales de sus ubicaciones, especialmente el clima. Muchos edificios, como el Museo de Antropología de Vancouver, están inspirados en la arquitectura de postes y vigas de las Primeras Naciones Costeras. Además, Erickson también es conocido por numerosos diseños futuristas como el Ayuntamiento de Fresno y el Edificio de Ciencias Biológicas de la Universidad de California, Irvine. 
La selección de Arthur Erickson como arquitecto de la Embajada de Canadá en Washington D. C. por parte del entonces primer ministro canadiense Pierre Trudeau fue controversial, porque Trudeau rechazó las objeciones y elecciones del comité de diseño de la embajada. El biógrafo de Erickson, Nicholas Olsberg, describió el edificio como hecho para "burlarse de los términos ridículos a los que deben adherirse los edificios en Washington ... burlándose de los Estados Unidos y todas sus pretensiones imperiales".

## Obras
- 1955: Killam-Massey House, West Vancouver, British Columbia, Canadá[9]
- 1958: Filberg Residence, Comox, British Columbia, Canadá
- 1963: Graham House, West Vancouver, British Columbia
- 1965: MacMillan Bloedel Building, Vancouver, British Columbia
- 1965: Smith Residence, West Vancouver, British Columbia
- 1965 onward in stages: Simon Fraser University, Burnaby, British Columbia[10]
- 1967 Catton House (with Geoffrey Massey)
- 1970: Government of Canada pavilion, Expo '70, Osaka, won top architectural award Aug 17, 1970.
- 1970: Ross Street Sikh Temple, Khalsa Diwan Society, Vancouver
- 1971: University Hall, University of Lethbridge, Lethbridge, Alberta
- 1973: Champlain Heights Elementary School, Vancouver, British Columbia
- 1976: Haida longhouse-inspired Museum of Anthropology at UBC, University of British Columbia, Vancouver, British Columbia
- 1978: Eglinton West Subway Station, Toronto, Ontario - with Clifford & Lawrie
- 1978: Yorkdale Subway Station, Toronto, Ontario
- 1978: Evergreen Building, Vancouver, British Columbia
- 1978-1983 in stages: Robson Square, Provincial Law Courts, and Vancouver Art Gallery, Vancouver, British Columbia
- 1979: Bank of Canada Building addition, Ottawa, Ontario (with Marani Rounthwaite & Dick)
- 1982: Roy Thomson Hall, Toronto, Ontario
- 1983: Napp Laboratories, Cambridge, Inglaterra
- 1984: King's Landing, Toronto, Ontario
- 1985: One California Plaza, Los Ángeles, California
- 1987: Admiralty Place housing, Dartmouth, Nueva Escocia
- 1988: Dalhousie University Law Library (building addition), Halifax, Nueva Escocia
- 1989: Canadian Chancery, Washington D. C.
- 1989: Markham Civic Centre, Markham, Ontario
- 1989: Convention Center, San Diego, California
- 1989: The Kingbridge Centre, King City, Ontario
- 1989: Inn at Laurel Point addition, Victoria, British Columbia
- 1991: Fresno City Hall, Fresno, California
- 1991: McGaugh Hall, University of California, Irvine
- 1992: Two California Plaza, Los Ángeles, California
- 1997: Walter C. Koerner Library, University of British Columbia, Vancouver
- 2001: Waterfall Building, Vancouver, British Columbia
- 2009: new Portland Hotel, Vancouver
- 2009: Museum of Glass, Tacoma, Washington, USA
- 2009: RCMP Heritage Centre, Regina, Saskatchewan
- 2009: Canada House, Vancouver, British Columbia
- 2016: Trump International Hotel and Tower, Vancouver, British Columbia

## Galería

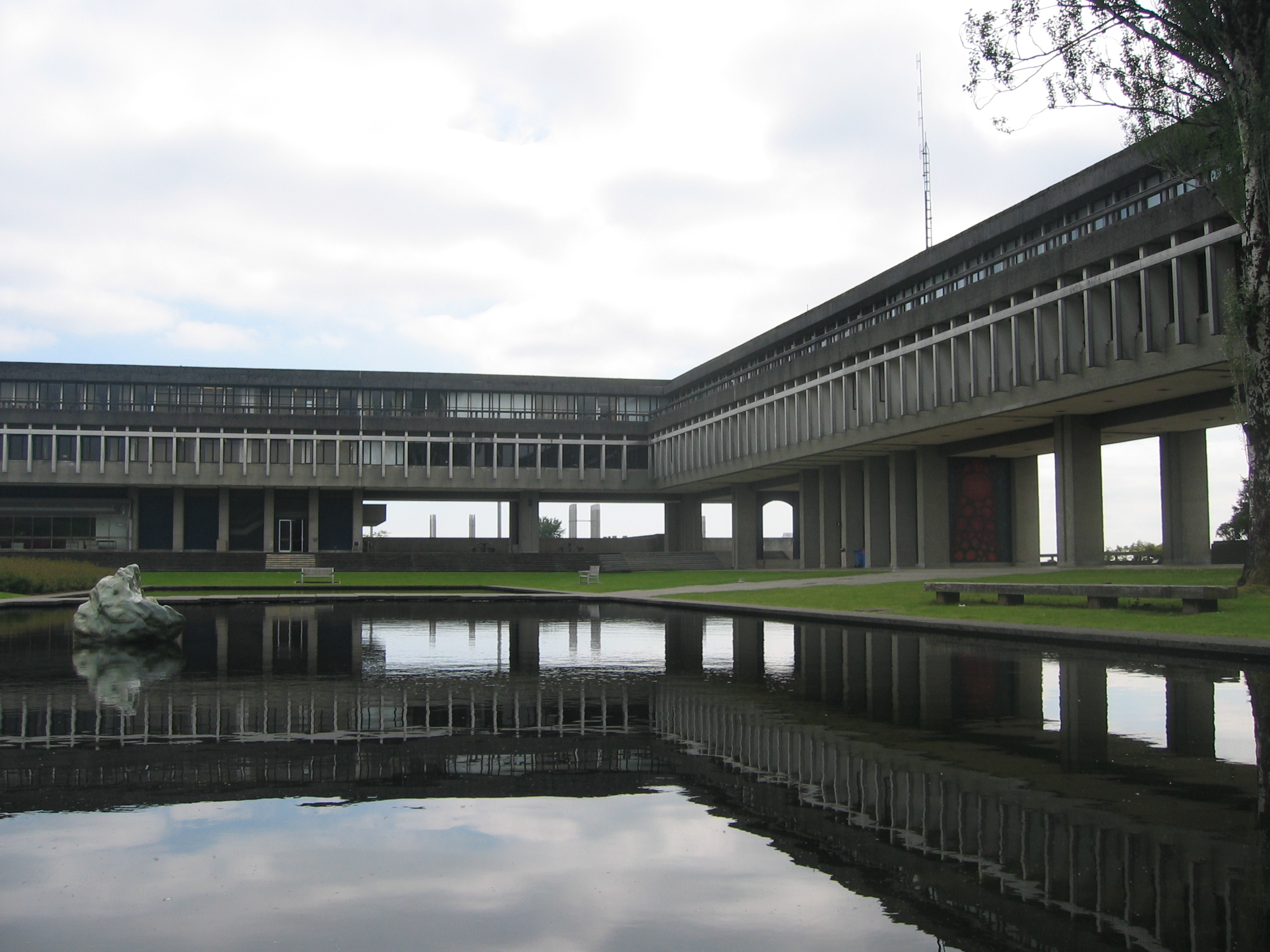
Academic Quadrangle pond en la Simon Fraser University. Burnaby, BC, Canadá
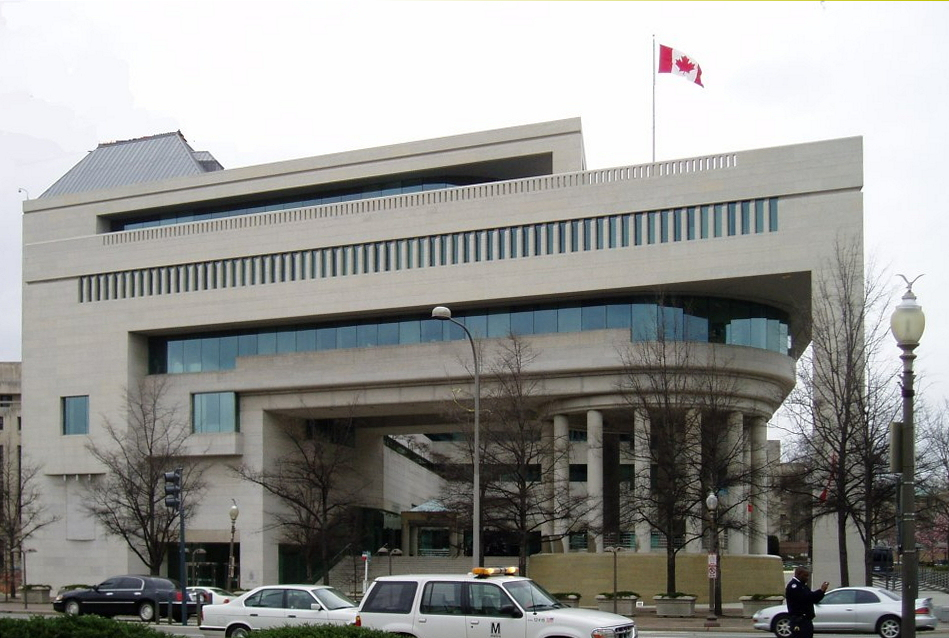
Embajada canadiense, Washington, DC (1989)
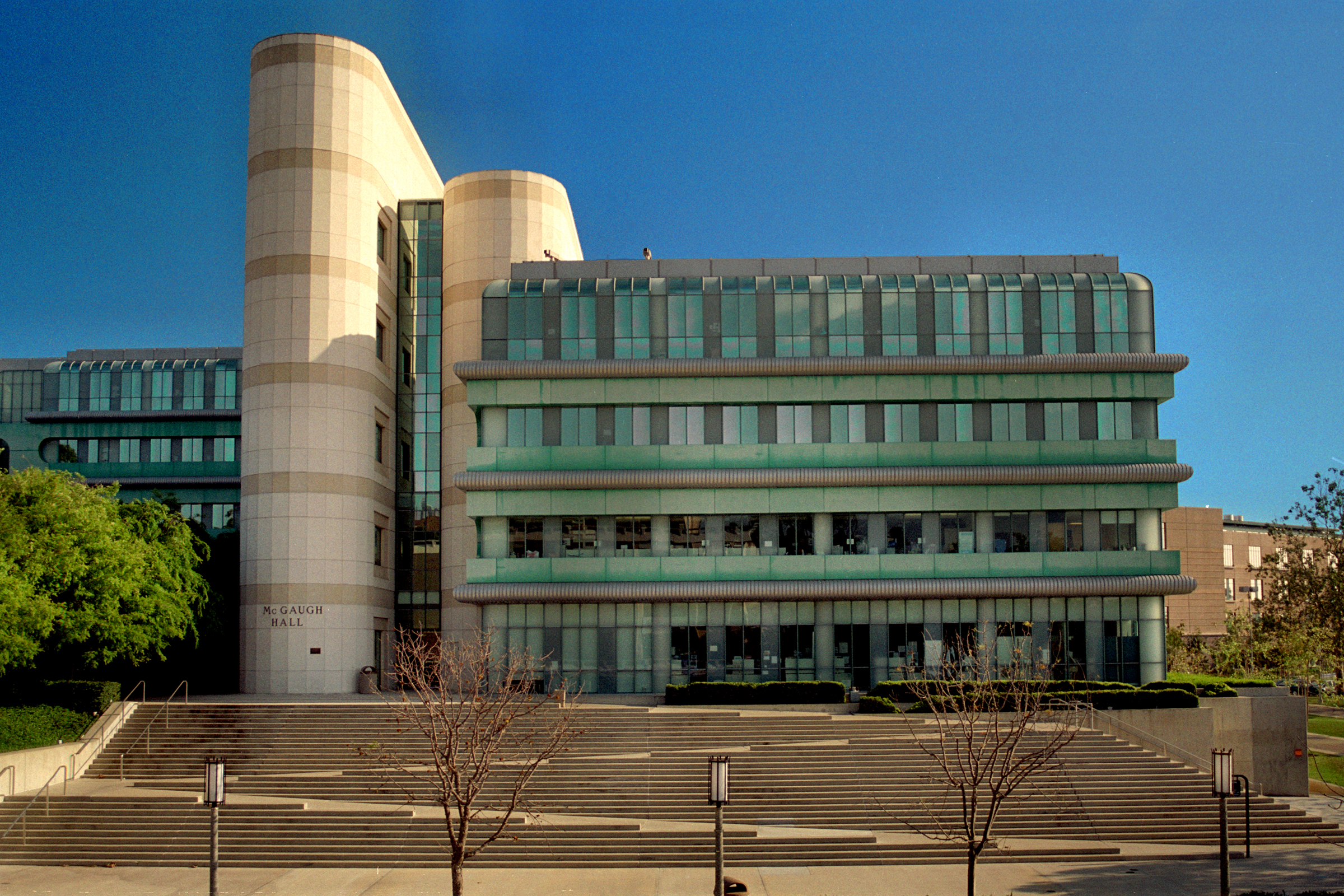
McGaugh Hall, Universidad de California, Irvine (1991)
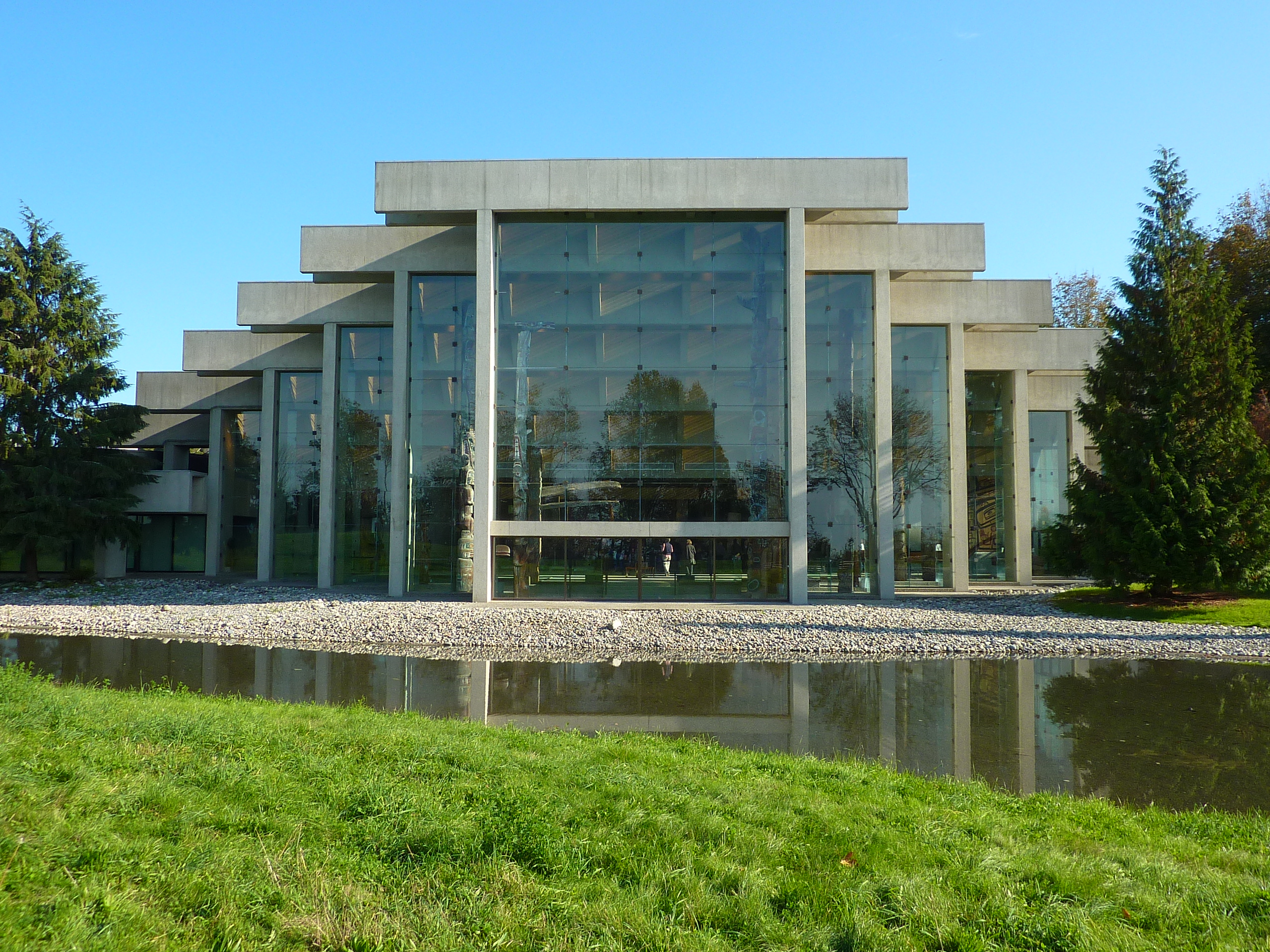
Museo de Antropología en la UBC (1976)